# Gródek (Pogórze Rożnowskie)

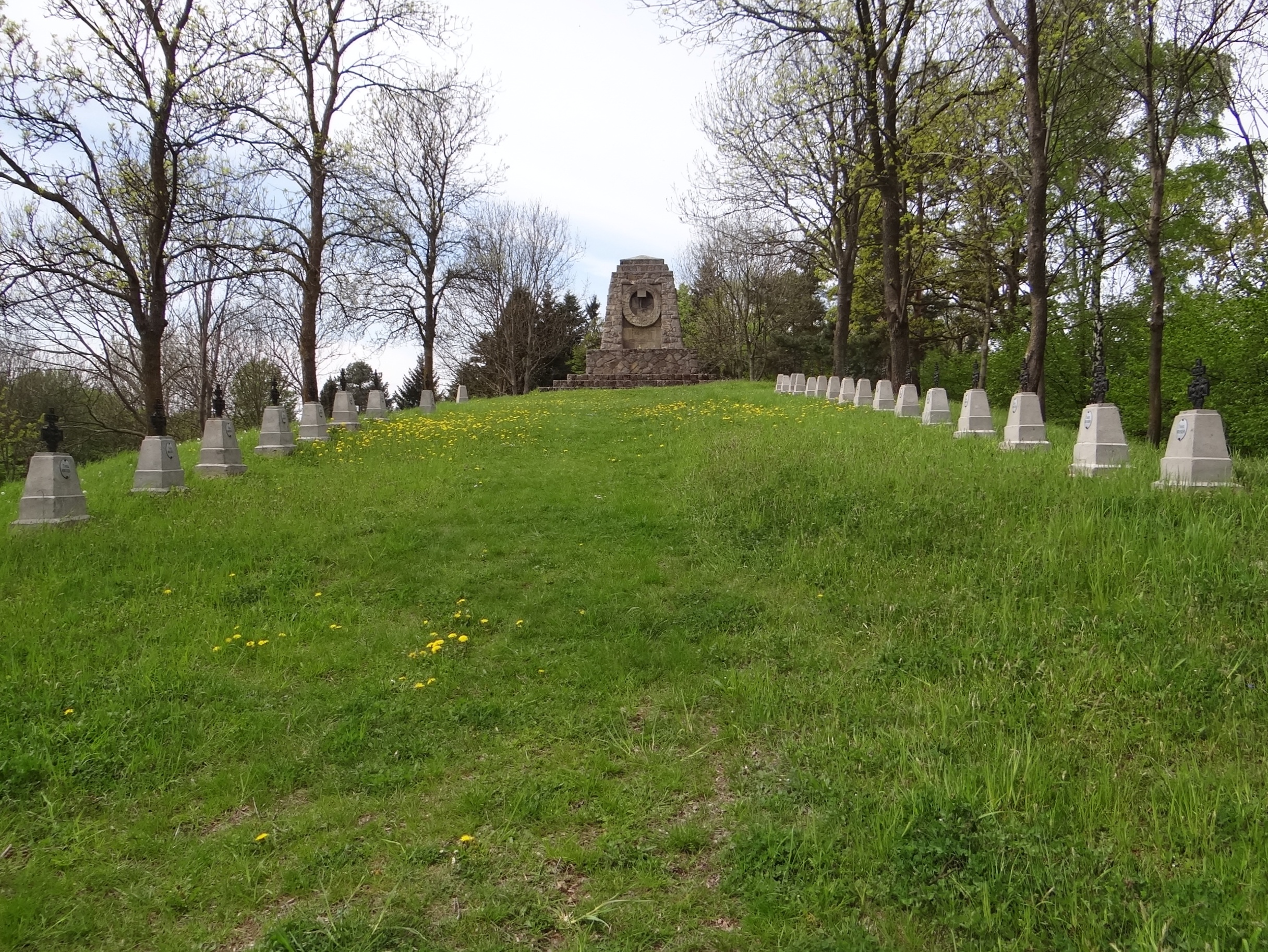
Cmentarz wojenny na szczycie wzgórza

Gródek lub Głowa Cukru (436 m) – wzgórze na Pogórzu Rożnowskim wznoszące się w odległości około 1,7 km na południowy wschód od szczytu Wału. Gródek to nazwa nadana przez miejscową ludność, która uważała, że dawniej na szczycie znajdował się gród, kopulaste wzniesienie ma bowiem obronny charakter.
Strategiczne znaczenie tego wzgórza docenili Rosjanie i w czasie I wojny światowej założyli na nim obsadzone dużą liczbą żołnierzy pozycje obronne: okopy, transzeje i drut kolczasty. Wówczas wzgórze było bardziej bezleśne, niż obecnie, stanowiło więc doskonały punkt obserwacyjny i stanowisko dla artylerii. Przywodziło na myśl dostępną wówczas w handlu tzw. głowę cukru (niem. Zuckerhut) i tak też zostało nazwane przez żołnierzy austriackich. 3 maja, o godz. trzeciej w nocy żołnierze armii austro-węgierskiej zdobyli wzniesienie. Dla Rosjan było ono jednak tak ważne, że o godzinie 11 przeprowadzili gwałtowny kontratak i odzyskali wzgórze. Następnego dnia o godz 4 rano austriaccy żołnierze ponowili atak i znów odbili wzniesienie. Był to fragment wielkiej ofensywy sprzymierzonych wojsk austro-węgierskich i niemieckich zwanej bitwą pod Gorlicami, w czasie której przełamali oni obronę wojsk rosyjskich i wypędzili ich z tych terenów daleko na wschód.
Obecnie na szczycie Gródka znajduje się duży cmentarz wojenny nr 185 – Lichwin. Spoczywa na nim, pochowanych wspólnie na tym samym cmentarzu 614 żołnierzy obydwu armii, którzy zginęli w zaciekłych walkach o to wzgórze. Obecnie z terenów cmentarza nadal rozpościera się ograniczona przez las panorama widokowa na wschodnią i południową stronę. Północno-wschodnimi stokami wzgórza Gródek, nieco poniżej jego szczytu i cmentarza prowadzi droga asfaltowa i szlak turystyki rowerowej.